# Louizagalerij

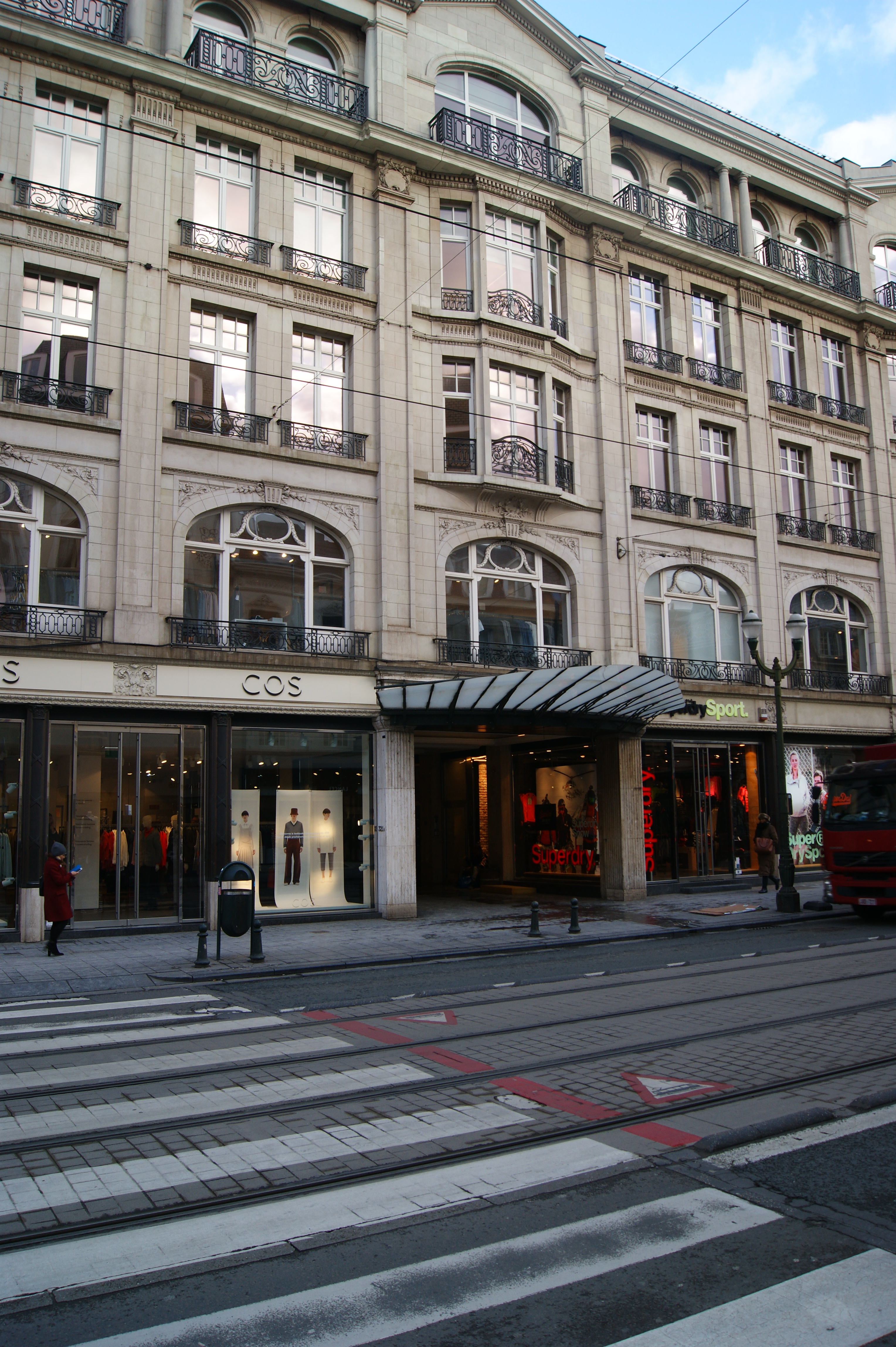
Louizagalerij - ingang aan de Louizalaan

De Louizagalerij is een overdekte winkelgalerij in de Brusselse bovenstad.

## Ligging
De winkelgalerij loopt parallel aan de oostelijke zijde van de Louizalaan binnen het bouwblok Gulden-Vlieslaan, Louizalaan, Stefaniaplein en Kapitein Crespelstraat en is gelegen in de gemeente Elsene.

## Geschiedenis
Voordat de Louizawijk aangelegd lag op deze plek tussen de een landgoed van Joseph-Samual Swan, een Engelse handelsman. Op de sterke helling tussen de latere Louizalaan en de kapitein Crespelstraat lag een klein landhuis dat rond 1850 werd afgebroken, waarna en een groot neoclassicistisch landhuis werd gebouwd van advocaat De Moor. Het nieuwe pand lag centraal op de helling en aan werd aan de zijde van de Louizalaan afgeschermd met poortgebouwen en een tuinmuur. De laatste eigenaar van het landgoed was Charles Graux-Vauthier, die vanaf 1876 eigenaar was.
In 1923-1925 worden de tuinmuur en de poortgebouwen aan de Louizalaan vervangen door een groot pand in Beaux-artsstijl. Het landhuis bleef nog behouden en was toegankelijk via een doorgang in het nieuwe gebouw. In 1949 werd het landhuis afgebroken en ontstond op het perceel een multifunctioneel complex. Het complex naar een ontwerp van de architect Emile Goffay. Het ontwerp omvatte een overdekte winkelstraat parallel aan de Louizalaan met 50 winkels, twee ondergrondse verdiepingen, twee parkeerlagen boven de winkelgalerij en een appartementsgebouw met 70 woningen, dat toegankelijk was via de winkelgalerij. Tijdens de bouw wijzigde het plan voor de woningen en werd dit bestemd voor kantoren. In 1952 werd de Louizagalerij geopend. De toegang tot de winkelgalerij was de oorspronkelijke doorgang in het voorgelegen pand. In 1955 werd de winkelgalerij vergoot richting het Stefaniaplein, waar zeven jaar na de opening werd er een tweede toegang gemaakt aan het Stefaniaplein, tussen de huisnummers 2 en 4.
In 1963-1964 wordt de Louizapoortgalerij gebouwd en na de opening werd deze aangesloten op de Louizagalerij, waarmee een doorgang ontstond naar de Gulden-Vlieslaan. In de loop der jaren sloeg het verval toe, doordat er steeds meer leegstand ontstond. Het probleem was dat er verschilende eigenaren waren met verschillende ideeën en financiële mogelijkheden. In 2019 werd gezegd dat 65 tot 70 procent van de aandelen van de Louizagalerie in handen was van de GH Groupe.

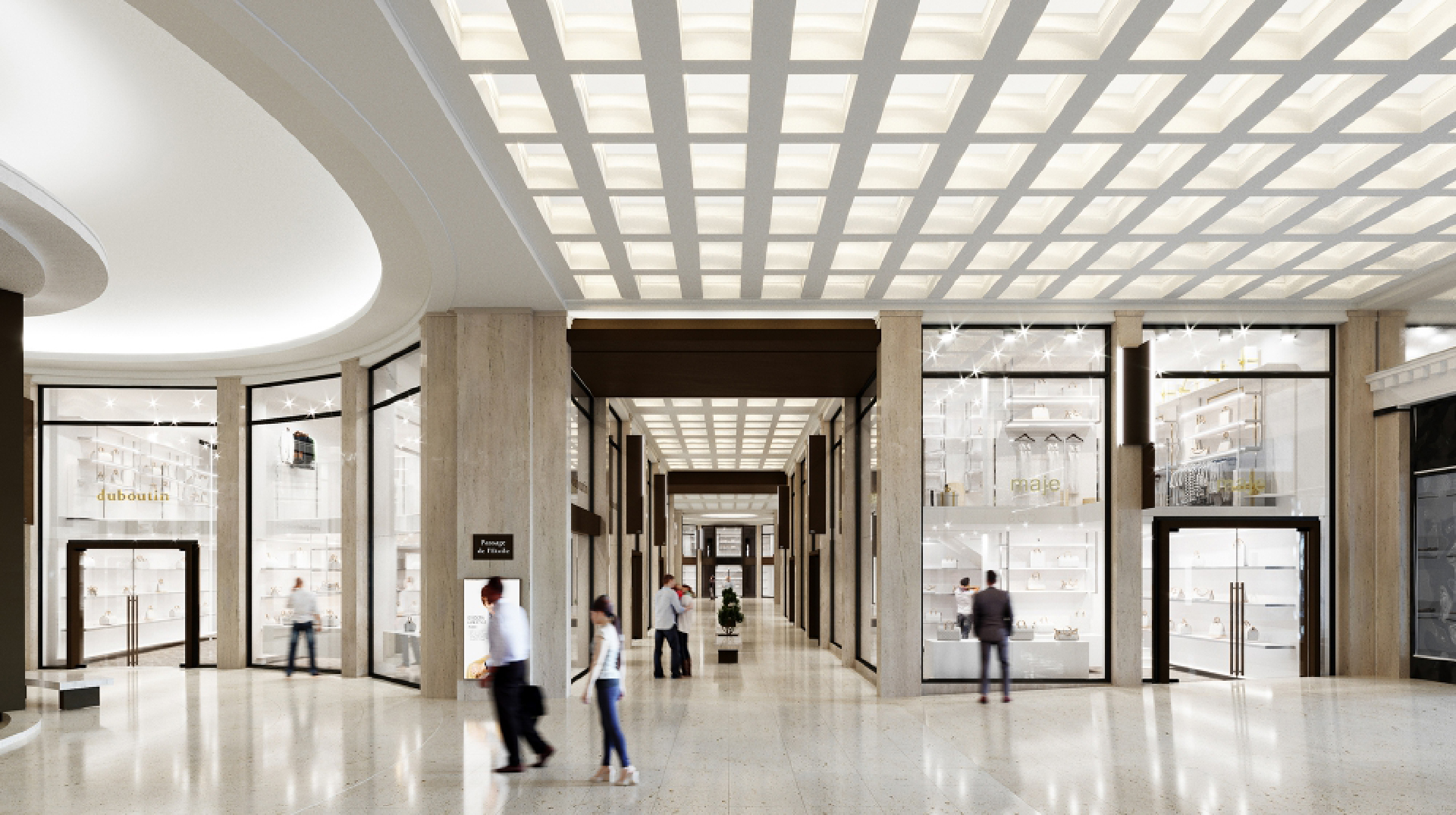
Galerie Louise

In oktober 2018 startte de renovatiewerkzaamheden van de Louizagalerie, waabij de winkels voorzien werden van nieuwe puien. De vloeren, plafonds en installaties werden vernieuwd en de kleine winkelunits werden samengevoegd tot grotere om te kunnen voldoen aan de eisen van de winkeliers. Bij de renovatie, die werd uitgevoerd onder regie van de architect Francis Metzger, werden de voor de winkelgalerij kenmerkende elementen behouden. Hoewel de werkzaamheden gepland waren om eind 2020 afgerond te zijn, waren deze aanvang 2024 nog bezig.